# Leichtathletik-Länderkampf der Männer 1939 Deutschland – Belgien
| 10. Leichtathletik-Länderkampf mit deutscher Beteiligung 1939 | 10. Leichtathletik-Länderkampf mit deutscher Beteiligung 1939 |                                 |
| ------------------------------------------------------------- | ------------------------------------------------------------- | ------------------------------- |
|                                                               |                                                               |                                 |
| Ländervergleich der Männer: Deutschland – Belgien             |                                                               |                                 |
| Austragungsort                                                | Krefeld                                                       |                                 |
| Wettbewerbe                                                   | 7                                                             |                                 |
| Datum                                                         | 26. August 1939                                               |                                 |
| 1. GER 2. BEL                                                 | 48,5 Punkte 28,5 Punkte                                       |                                 |
| Chronik                                                       |                                                               |                                 |
| ← GER-ENG (M)                                                 | erster LK 1940:00 ITA-GER (F) →                               | erster LK 1940:00 ITA-GER (F) → |

Der zehnte und letzte Vergleich des Länderkampfjahres 1939 wurde gegen Belgien ausgetragen. Die Begegnung fand in Krefeld am 26. August statt, also nur wenige Tage vor dem Ausbruch des Zweiten Weltkriegs. Vorgesehen für das Aufeinandertreffen waren ursprünglich eigentlich zwei Tage. Doch die Veranstaltung wurde am Ende des ersten Tages nach nur sieben Wettbewerben abgebrochen. Beide der vorhergehenden Vergleiche mit Belgien hatten Deutschlands Leichtathleten für sich entschieden.

## Wettbewerbe und Modus
Der Abbruch der Begegnung stand vermutlich im Zusammenhang mit dem kurz bevorstehenden Beginn des Überfalls auf Polen am 1. September. So fiel der eigentlich vorgesehene zweite Tag der Veranstaltung ganz weg und es kam nur zur Austragung von sieben Wettbewerben. Die Punkteverteilung in den Einzeldisziplinen entsprach dem Standard. In der Staffel wurde mit drei zu eins gewertet.

## Ergebnis
Die Wertung des 100-Meter-Laufs ging an Belgien. Alle anderen Disziplinen entschieden die deutschen Sportler für sich. Nach dem Abbruch des Aufeinandertreffens lag Deutschland mit 48,5 zu 28,5 Punkten vorn.

## Sportliche Leistungen
Mit 10,1 s erzielte der Belgier Julien Saelens über 100 Meter angesichts des bestehenden Weltrekords eine glänzende Zeit. Mit 10,2 s, gelaufen am 20. Juni 1936 in Chicago, war der US-Amerikaner Jesse Owens der Inhaber dieses Weltrekords. Dass Saelens Leistung in keiner Weltrekordauflistung auftaucht, ist nur erklärbar damit, dass entweder bei der Veranstaltung hier in Krefeld der Rückenwind zu stark war oder vermutlich eher damit, dass es sich um einen Übertragungsfehler der Zeitangabe handelt. Es ist schon verwunderlich, dass der zweitplatzierte deutsche Sprinter Manfred Kersch mit seinen 10,7 s so weit zurückgelegen haben soll.

## Legende
Kurze Übersicht zur Bedeutung der Symbolik – so üblicherweise auch in sonstigen Veröffentlichungen verwendet:
| k. A. | keine Angabe |

## Resultate

### 100 m
| Platz | Athlet           | Land | Zeit (s) |
| ----- | ---------------- | ---- | -------- |
| 1     | Julien Saelens   | BEL  | 10,1     |
| 2     | Manfred Kersch   | GER  | 10,7     |
| 3     | Hubert Schneider | GER  | 10,8     |
| 4     | Dieudonné Guthy  | BEL  | 11,0     |

### 800 m
| Platz | Athlet                | Land | Zeit (min) |
| ----- | --------------------- | ---- | ---------- |
| 1     | Rudolf Harbig         | GER  | 1:55,4     |
| 2     | Joseph Mostert        | BEL  | 1:55,8     |
| 3     | Werner Schanzenbecher | GER  | 1:57,7     |
| 4     | René Geeraert         | BEL  | 2:05,0     |

### 10.000 m
| Platz | Athlet           | Land | Zeit (min) |
| ----- | ---------------- | ---- | ---------- |
| 1     | Josef Berg       | GER  | 31:51,4    |
| 2     | Jan Chapelle     | BEL  | 31:59,4    |
| 3     | Albert Scheirs   | BEL  | 32:18,6    |
| 4     | Walter Schönrock | GER  | k. A.      |

### 110 m Hürden
| Platz | Athlet           | Land | Zeit (s) |
| ----- | ---------------- | ---- | -------- |
| 1     | Willi Pollmanns  | GER  | 15,6     |
| 1     | Émile Binet      | BEL  | 15,6     |
| 3     | Waldemar Richter | GER  | 15,8     |
| 4     | Piet Van de Sype | BEL  | 15,9     |

### 4 × 100 m Staffel
| Platz | Besetzung       | Land                                                           | Zeit (s) |
| ----- | --------------- | -------------------------------------------------------------- | -------- |
| 1     | Deutsches Reich | Manfred Kersch Gerd Hornberger Karl Neckermann Jakob Scheuring | 41,4     |
| 2     | Belgien         | Dieudonné Guthy Émile Binet Pol Braekman Julien Saelens        | 43,2     |

### Stabhochsprung
| Platz | Athlet                 | Land | Höhe (m) |
| ----- | ---------------------- | ---- | -------- |
| 1     | Werner Helmke          | GER  | 3,60     |
| 2     | Franz Bahr             | GER  | 3,40     |
| 2     | François Van Audenrode | BEL  | 3,40     |
| 4     | Joseph Luyten          | BEL  | 3,30     |

### Diskuswurf
| Platz | Athlet            | Land | Weite (m) |
| ----- | ----------------- | ---- | --------- |
| 1     | Karl Jansen       | GER  | 46,19     |
| 2     | Gustav Marktanner | GER  | 42,10     |
| 3     | René Vande Voorde | BEL  | 40,59     |
| 4     | Simon Masson      | BEL  | 35,57     |

## Einzelbeleg
1. ↑  Athletics - Athletics - Progression of world records (englisch), sport-record.de (PDF; 1603 KB), abgerufen am 12. Dezember 2024